# Myrmecaelurus indistinctus
Myrmecaelurus indistinctus är en insektsart som beskrevs av Navás 1930. Myrmecaelurus indistinctus ingår i släktet Myrmecaelurus och familjen myrlejonsländor. Inga underarter finns listade i Catalogue of Life.